# Tytania (księżyc)
Tytania (Uran III ) – największy księżyc Urana. Została odkryta przez Williama Herschela wraz z innym księżycem Oberonem, który później doniósł o jeszcze 4 innych satelitach, ale okazały się one pozornymi.

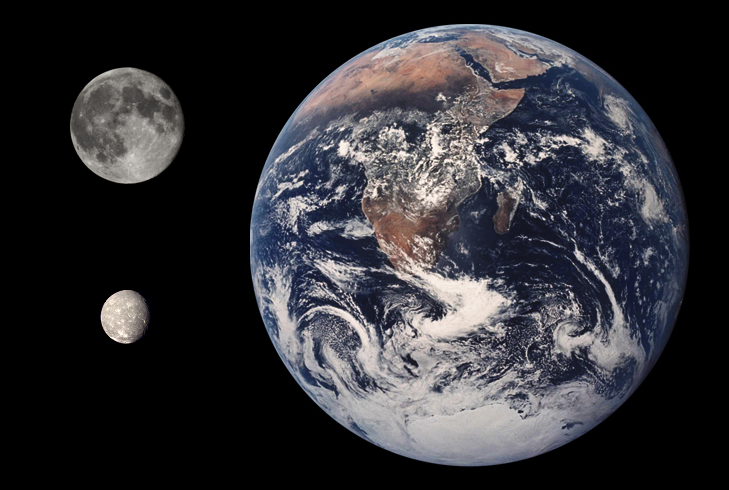
Tytania, Ziemia i Księżyc w tej samej skali

## Nazwa
Nazwy Tytanii i pozostałych czterech wówczas znanych księżyców Urana zostały zaproponowane przez syna odkrywcy, Johna Herschela, w 1852, na prośbę Williama Lassella, który rok wcześniej odkrył księżyce Ariel i Umbriel. Lassell przyjął wcześniej (1848) schemat nazewnictwa Herschela dla księżyców Saturna, gdy odkrył ósmy jego księżyc, Hyperion.
Wszystkie księzyce Urana otrzymały nazwy po postaciach z utworów Shakespeare’a lub Alexandra Pope’a. Tytania została nazwana po królowej elfów Tytanii, z komedii Sen nocy letniej.

## Charakterystyka
Jedyne zbliżenia powierzchni Tytanii pochodzą z materiału fotograficznego zebranego przez amerykańską sondę Voyager 2 w styczniu 1986. Obejmują one tylko południową półkulę księżyca, która wtedy była skierowana w stronę Słońca.
Dokładny skład i budowa powierzchni Tytanii pozostają nieznane. Zebrane dane sugerują, że Tytania składa się z lodu wodnego (50%), krzemianów (30%), związków organicznych – pochodnych metanu (20%). Podobnie jak większość innych dużych księżyców planet-olbrzymów, Tytania zalicza się do księżyców lodowych. Charakterystyczną cechą powierzchni jest kanion, porównywalny rozmiarami z marsjańskim Valles Marineris, czy Ithaca Chasma na księżycu Saturna, Tetydzie.
8 września 2001 Tytania zakryła słabą gwiazdę, co było okazją do określenia jej średnicy i sprawdzenia obecności atmosfery. Zebrane dane pokazały, że Tytanii najpewniej brak atmosfery (ciśnienie przy powierzchni: około 0,03 mikrobara). Jeśli istnieje, jest cieńsza niż na Trytonie czy Plutonie.